# Церква Святого Духа (Рогатин)
Це́рква Свято́го Ду́ха у Рогатині́ (Рогатинська Святоду́хівська це́рква, точніша назва Це́рква Зіше́стя Свято́го Ду́ха, як це підписано в іконостасі церкви) — найстаріша збережена в Україні дерев'яна церква, у місті Рогатині Івано-Франківської області, пам'ятка народної архітектури та монументального мистецтва національного значення. У XXI столітті використовується як музейний заклад, офіційна назва «Музей-пам'ятка дерев'яної архітектури і живопису XVI—XIX століть», складова (разом із художньо-краєзнавчим музеєм) Музейного комплексу в місті Рогатині, що є філіалом обласного художнього музею. Завідувачем музейного комплексу у місті Рогатині-філії Музею мистецтв Прикарпаття є Петрів Тетяна Василівна.
21 червня 2013 року на 37-й сесії Комітету Світової спадщини ЮНЕСКО, що проходила у Камбоджі, Церква Святого Духа, разом з іншими дерев'яними церквами карпатського регіону, була включена у список світової спадщини ЮНЕСКО.

## Розташування
Церква Святого Духа стоїть на невеличкому підвищенні в західній частині Рогатина, в межах колишніх оборонних укріплень. Завдяки малоповерховому характеру навколишньої забудови церква відіграє роль архітектурної домінанти.

## Історія
Церква Святого Духа в Рогатині побудована, імовірно, в 1-й половині XVII століття, хоча й дотепер офіційно датується 1598 роком — ця дата була віднайдена в інтер'єрі церкви на північній стіні центрального зрубу (нави) і прочитана парохом церкви о. Іполитом Дзеровичем наприкінці XIX століття. Попри розбіжність у думках вчених і дослідників храму щодо дати його спорудження, рогатинська Церква Святого Духа є одним із найдавніших дерев'яних храмів України.
При церкві діяло одне з перших в Україні церковних братств, коштами якого створено унікальний ренесансно-бароковий іконостас, що датується 1650 роком та є одним з трьох найстаріших, збережених до нашого часу, іконостасів України. У 1656 році братству при церкві Святого Духа в Рогатині львівським єпископом Арсенієм Желиборським надано диплому.
У 1760 році здійснений перший повний опис церкви, — складений візитатором о. Миколою Шадурським.
1800 року Рогатинська церква Святого Духа стає дочірньою парохією Різдва Пресвятої Богородиці в Рогатині.
У XIX столітті до бабинця прибудовано дзвіницю.

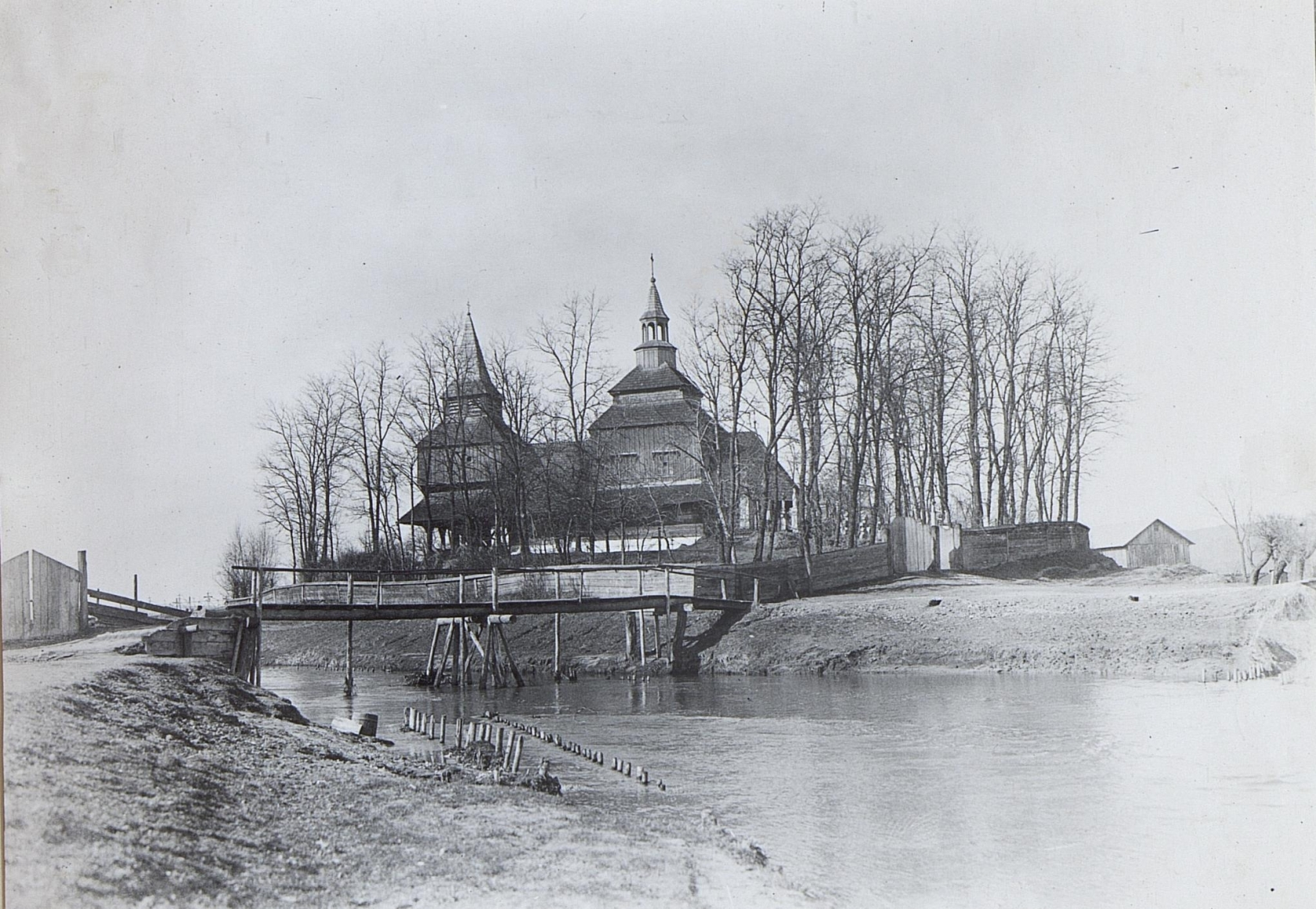
Церква у 1914-1918 роках

У 1885 році художник Юліан Макаревич реставрував іконостас церкви, після чого він експонувався на археологічно-етнографічній виставці у Львові. А 1895 року здійснювалась реставрація храму під керівництвом львівського архітектора М. Ковальчука на виділені Галицьким сеймом 2 000 злотих.
На початку XX століття в результаті ремонту даху змінено форму маківки нави та форму даху вівтаря.
У 1941 та вже по війні проводились ремонтні роботи на ґонтовому даху церкви.
У 1963 році Святодухівську церкву включено до Державного реєстру пам'яток архітектури національного значення постановою № 970 РМУ від 24 серпня 1963 року під охоронним номером 243).
У 1980—1982 роках у пам'ятці проводились ґрунтовні реставраційні роботи під керівництвом архітектора Івана Могитича, і вже наступного (6 серпня 1983 року) в храмі було відкрито відділ (нині філіал) Івано-Франківського художнього музею.
У 1999 році було здійснено заміну ґонтового перекриття церкви та дзвіниці.
Від 2004 року Рогатинська Святодухівська церква-музей ввійшла до Музейного комплексу міста Рогатин (філіал Івано-Франківського обласного художнього музею), що був започаткований на базі власне музею-пам'ятки церкви Святого Духа та відновленої садиби відомого громадського діяча 1-ї половини XX століття — Миколи Угрина-Безгрішного.
У 2006 році Управлінням туризму і культури Івано-Франківської ОДА разом з Львівським філіалом Національного науково-дослідного реставраційного центру України (директор Мирослав Откович) розроблено триетапний проєкт збереження Святодухівської церкви. Так, перший етап передбачав обстеження, дослідження, часткову реставрацію, заміри вологості деревини, стін і підлоги, а також ікон. У його рамках, зокрема, було проведено ентомологічні обстеження, в результаті яких виявлено діяльність двох видів жуків-деревогризів червононогий точильник (родина Жуки-точильники) і фіолетовий вусач (родина Вусачі); мікологічні обстеження з метою ідентифікації грибних культур та підбору антисептиків; обстеження температурно-вологісних показників.

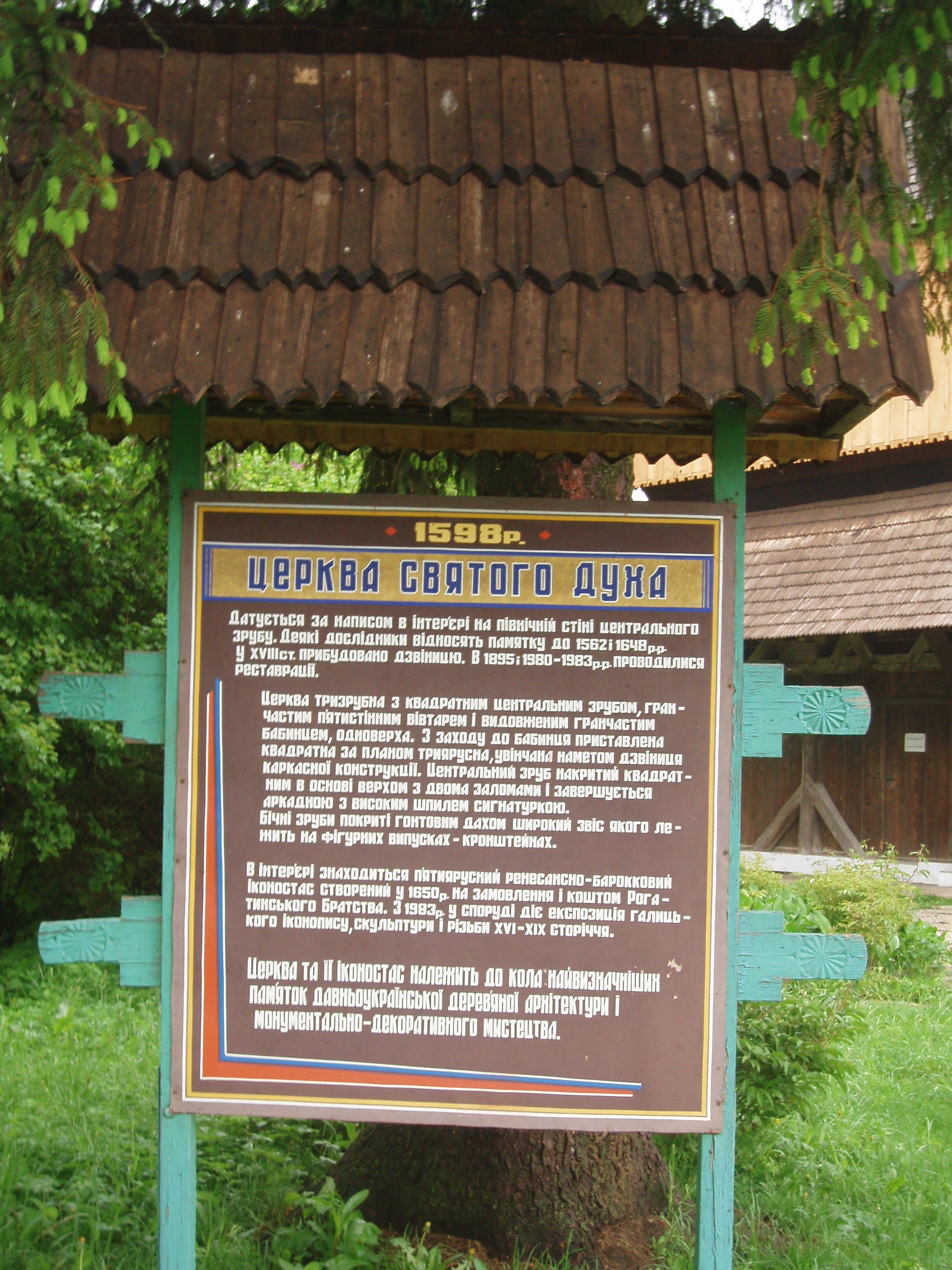
Інформаційний стенд біля церкви

Навесні 2007 року відреставровано намісні ікони іконостаса 1650 року «Христос Пантократор», «Богородиця Одигітрія», «Старозавітна Трійця» (усунення забруднень та потемнілої лакової плівки), а також здійснено пробну хімобробку трьох фрагментів стін церкви (північна стіна нави, північна стіна бабинця, південна стіна бабинця) проти жука-деревогриза. Наприкінці 2007 року Рогатинським відділом містобудування та архітектури спільно із музейними працівниками було складено акт обстеження технічного стану пам'ятки архітектури — церкви Святого Духа, на основі якого у 2008 році Міністерство архітектури та містобудування виділило частину коштів, потрібних для ліквідації аварійного стану та проведення реставраційно-ремонтних робіт. Таким чином, у 2008 році проведено хімобробку проти жука-деревогриза частини північної стіни нави та північної стіни бабинця з метою забезпечення довготривалого біо- та вогнезахисту конструктивних елементів церкви. Працівники ЛФ ННДРЦУ використовували водні розчини, які одночасно мають властивості антипіренів і консервантів. Також протягом 2007—2008 років відреставровано ікони: «Іоанн Хреститель з житієм», чотири «Апостоли», Пристоячі «Богоматір та Марія Клеопова», «Іоанн Богослов і воїн Лонгин» та 2 стародруки.
16 серпня 2008 року відбулась урочиста академія з нагоди 25-ї річниці відкриття музею у церкві Святого Духа.
22 серпня 2008 року у Святодухівській церкві працювала комісія, що визначила найголовніші завдання, загальні обсяги та терміни проведення найнагальніших ремонтно-реставраційних робіт. За результатами роботи комісії у період від 27 жовтня до 17 грудня 2008 року працівниками кооперативу «Зодчий» з Коломиї (голова кооперативу Озарук І.) проведено такі ремонтно-реставраційні роботи: замінено ґонтове покриття над вівтарною частиною, навою та дзвіницею, окрім куполів; перед перекриттям даху здійснено комплексну обробку деревини будівлі церкви ззовні спеціальними речовинами з метою її дезінфекції та консервації; проведено заміну трьох вікон з відтворенням їхнього попереднього вигляду; здійснено обшалювання верхів нави та дзвіниці з попередньою обробкою деревини речовинами з метою її дезінфекції та консервації; у районах водостоків між вівтарною частиною та навою замінено фрагменти ушкоджених дерев'яних брусів, які не підлягали ремонту; ґонтове покриття церкви та дзвіниці оброблено сирою нафтою (так званим тиром) для кращого зберігання та запобігання псуванню та руйнуванню деревини.
Улітку 2009 року Церква Святого Духа з міста Рогатин увійшла в перелік 8-и пам'яток дерев'яної сакральної архітектури України, які запропоновано внести до списку Всесвітньої спадщини ЮНЕСКО.
29 вересня року 2009 року Національний банк України ввів в обіг пам'ятну монету «Церква Святого Духа в Рогатині».

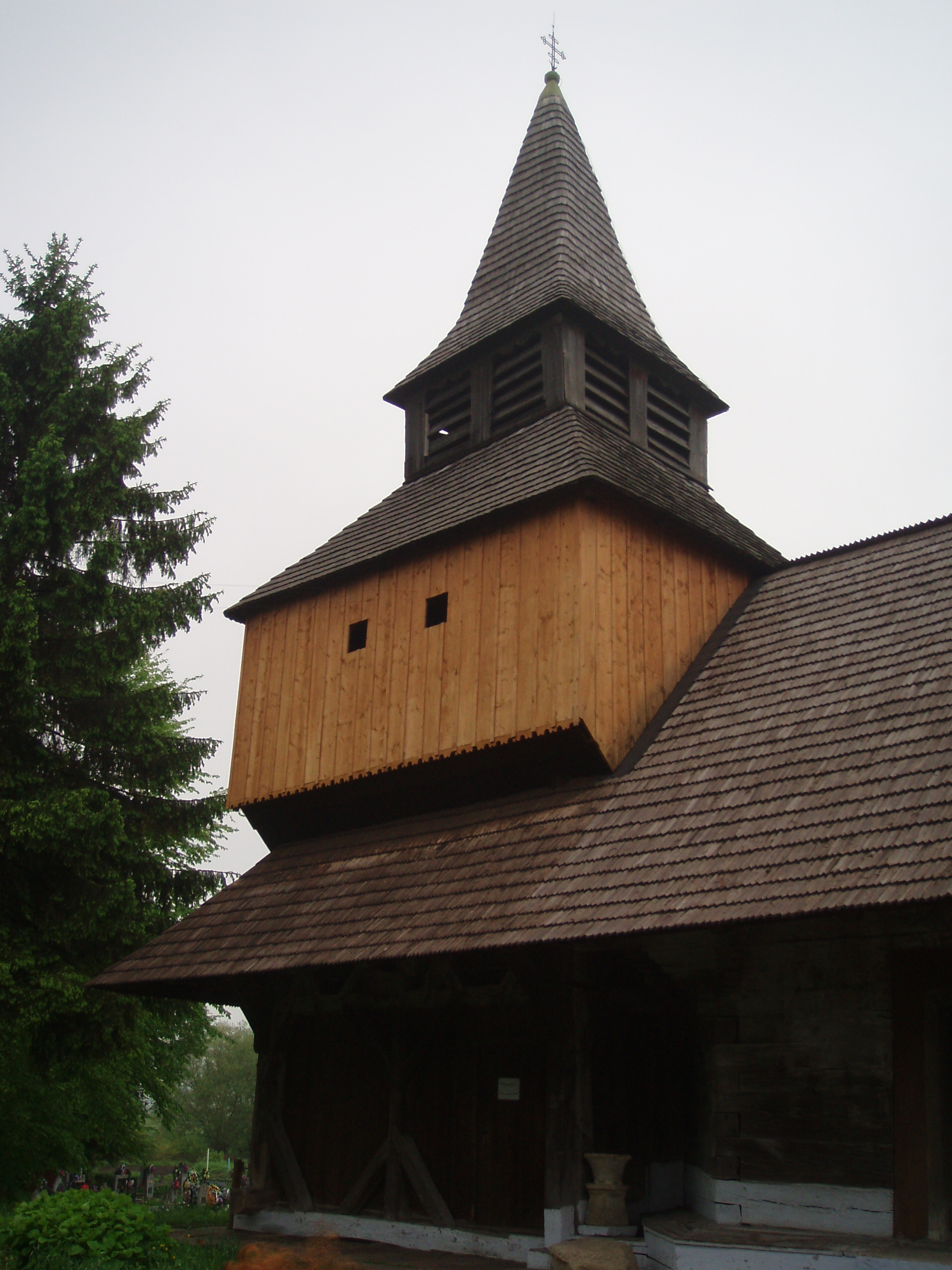
Дзвіниця церкви

У 2000-них роках в експозиції пам'ятки-музею представлено автентичний іконостас 1650 року, ікони старого іконостаса кінця XVI століття, ікону монастирського типу «Іоанн Хреститель з житієм» (середина XVI століття), ікони XVII—XIX століть з церков Рогатинщини, а також вироби з каменю, дерев'яні скульптури та свічники, стародруки.
У червні 2013 року у рамках проєкту «Музеї онлайн [Архівовано 30 липня 2012 у Wayback Machine.]» сайту «Україна Incognita» було створено віртуальну екскурсію  з аудіосупроводом церквою Святого Духа в Рогатині [Архівовано 11 серпня 2013 у Wayback Machine.]. Вперше в Україні церква, що увійшла до списку Світової спадщини ЮНЕСКО, представлена у віртуальному фонді українських музеїв.

## Архітектура
Церква Святого Духа — дерев'яна, тризрубна, одноверха, з квадратним центральним зрубом, гранчастим п'ятистінним вівтарем та подовженим бабинцем. Центральний зруб перекритий квадратним верхом з двома заломами.

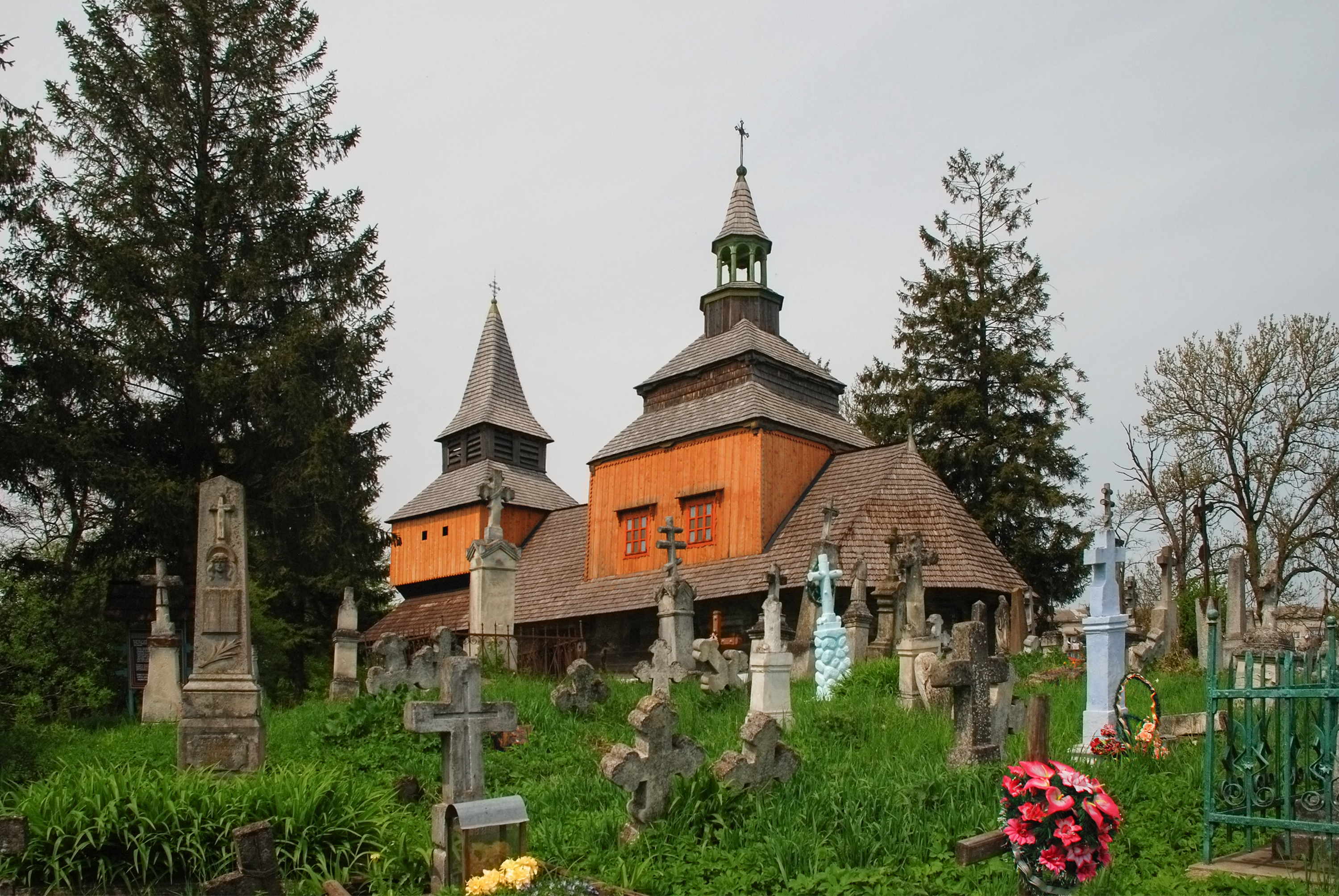

Попри існування різних точок зору на дату зведення споруди (1598, 1644—1645, 1648 рр. тощо), її можна віднести до архаїчних пам'яток дерев'яної архітектури Галичини.
І хоча первісний вигляд церкви дещо змінено у XIX столітті — прибудовою дзвіниці, а також влаштуванням над центральним верхом додаткового восьмерика з аркадною сиґнатуркою та струнким восьмигранним наметом у завершенні, визначальні риси цього класичного зразка найдавніших українських дерев'яних храмів залишилися майже без змін.

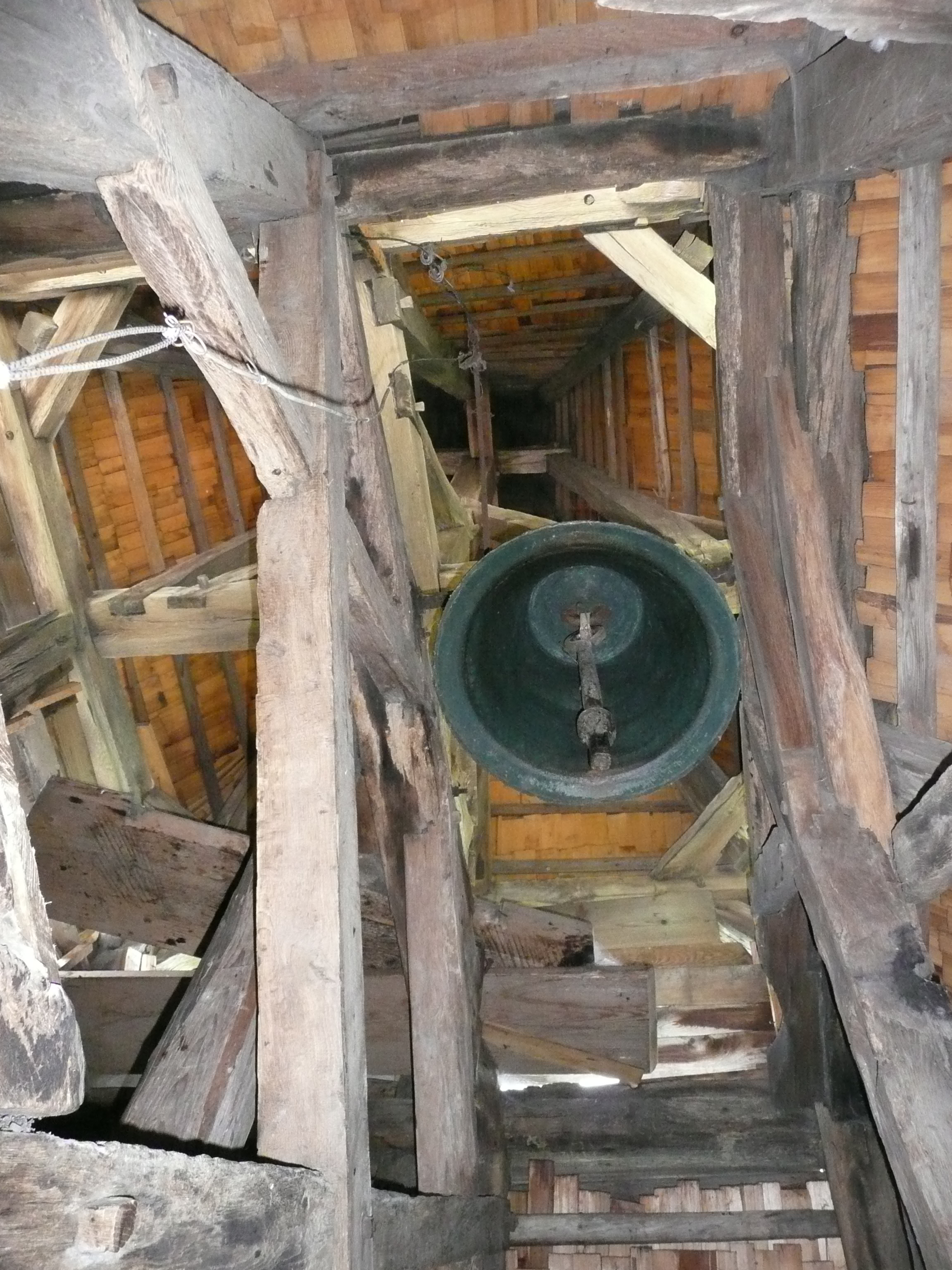
Усередині дзвіниці церкви

Композиційну основу пам'ятки становлять монументальний четверик нави з шестигранними зрубами бабинця й вівтаря, а також приставлена до західної стіни бабинця каркасна дзвіниця квадратної в плані форми. Триярусна наметова дзвіниця й, особливо, центральний об'єм церкви з розвиненим двозаломним чотиригранним верхом помітно домінують у загальній композиції споруди, в той час як невисокі приміщення бабинця та вівтаря під дво- і п'ятисхилим дахом відіграють другорядну роль. Попри відмінність окремих частин пам'ятки за висотою, формою та розмірами в плані, всі вони сприймаються як єдине ціле. Цьому сприяють вдало знайдені співвідношення поміж ними та влаштування по периметру будівлі розлогого піддашшя на фігурних кронштейнах.

### Інтер'єр
Первісно дубові зруби церкви були розписані народними малярами. В інтер'єрі пам'ятки зберігся п'ятиярусний іконостас, споруджений 1650 року заходами й коштом Рогатинського братства. 

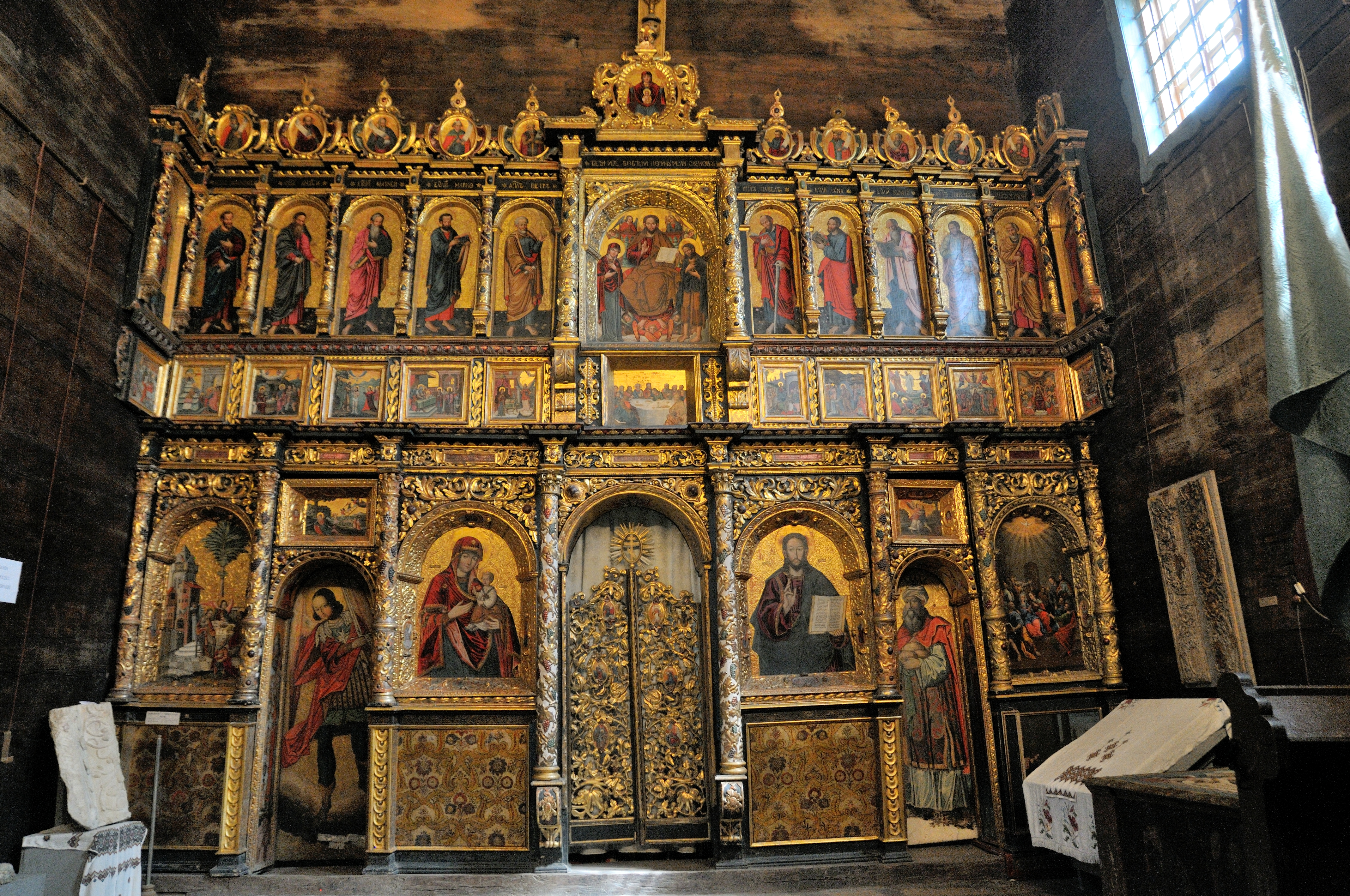
Іконостас

Іконостас має врівноважену архітектонічну будову, пишно декорований поліхромним орнаментальним різьбленням. Іконографічна програма живопису укладена за активної участі братства: в іконописні зображення введено нові для українського мистецтва теми й образи. Святковий емоційний лад іконостаса, живопис якого позначений глибиною ідейного змісту, силою образних характеристик, декоративністю, породжений волелюбним піднесенням і перемогами на початку національної революції 1648—1676.
До найкращих ікон церкви належать композиції на дияконських вратах («Архангел Михаїл» і «Мельхіседек»), намісні ікони Христа і Богоматері, сцени цокольного ярусу.
Церква є однією з найвидатніших пам'яток галицької школи дерев'яної архітектури, а Святодухівський іконостас, в якому втілено гуманістичне сприйняття дійсності та естетичні норми ренесансного мистецтва, належить до визначних надбань як українського, так і світового мистецтва.

## Легенда
Згідно з переказами, на початку XVI століття Настя Лісовська, майбутня правителька Османської імперії Роксолана часто приходила молитись до церкви Святого Духа, адже тут священником був її батько — отець Гаврило Лісовський.

## Світлини

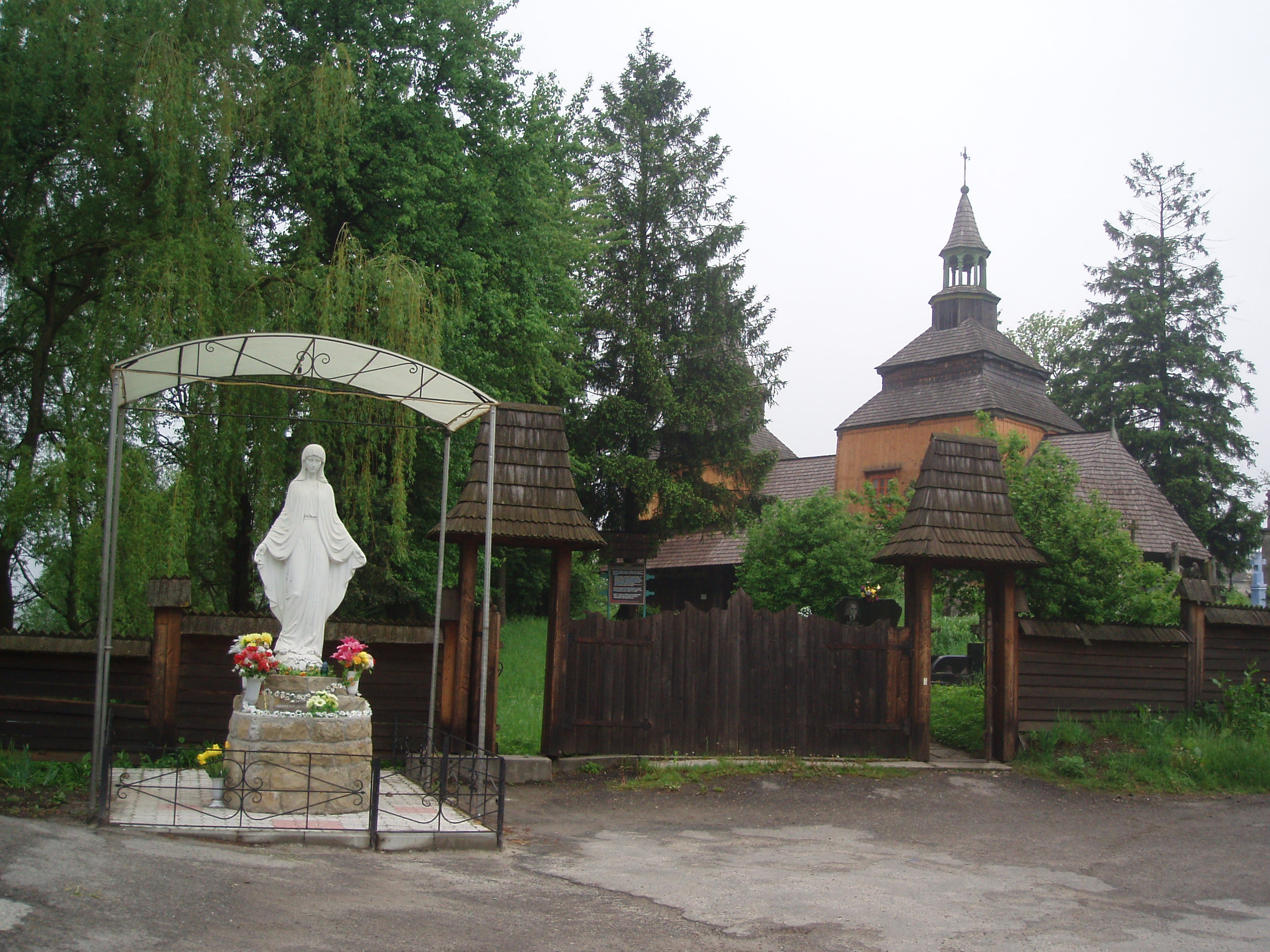
Біля входу до Церкви Святого Духа в Рогатині
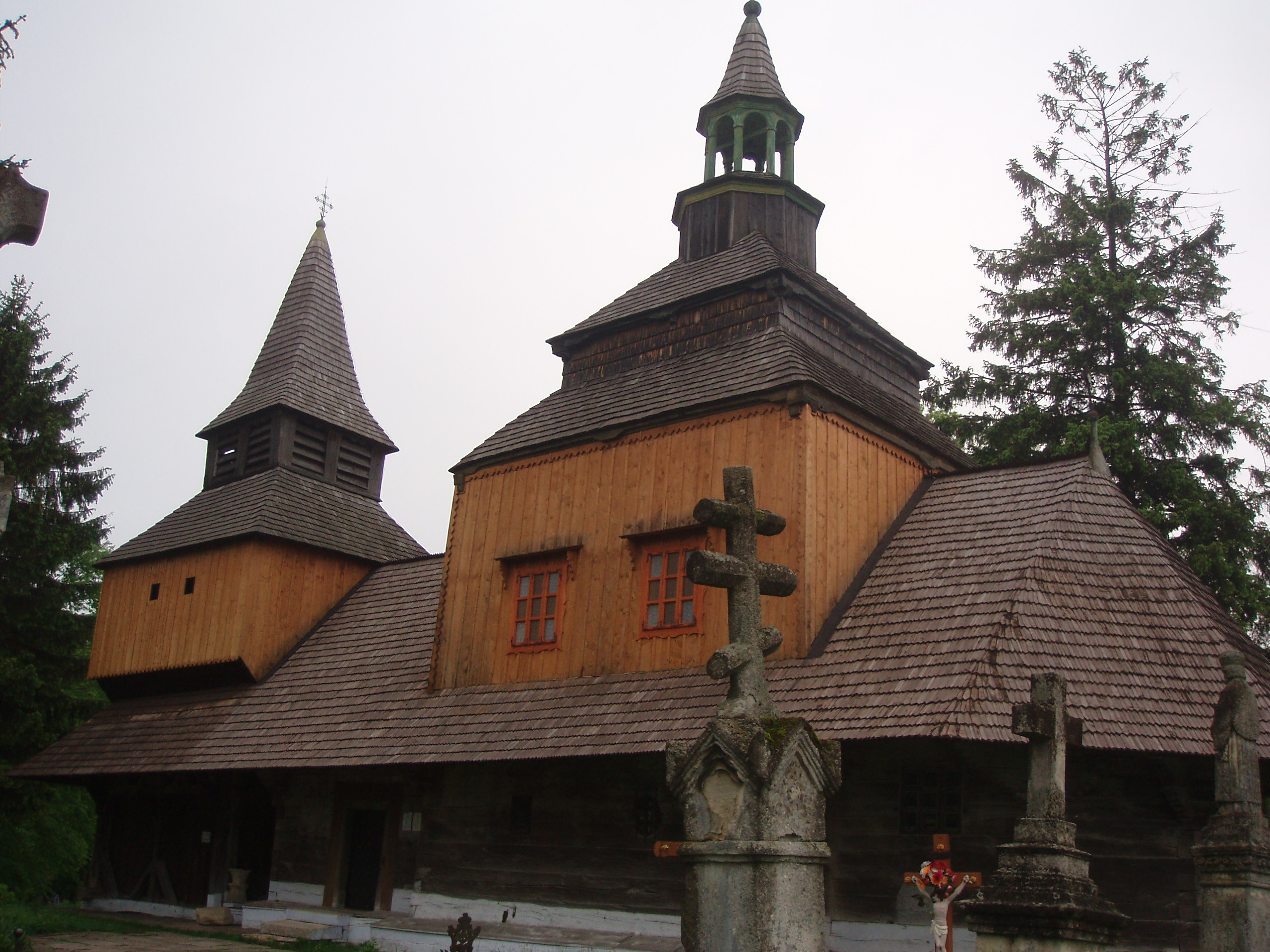
Церква Святого Духа в Рогатині (ракурс)
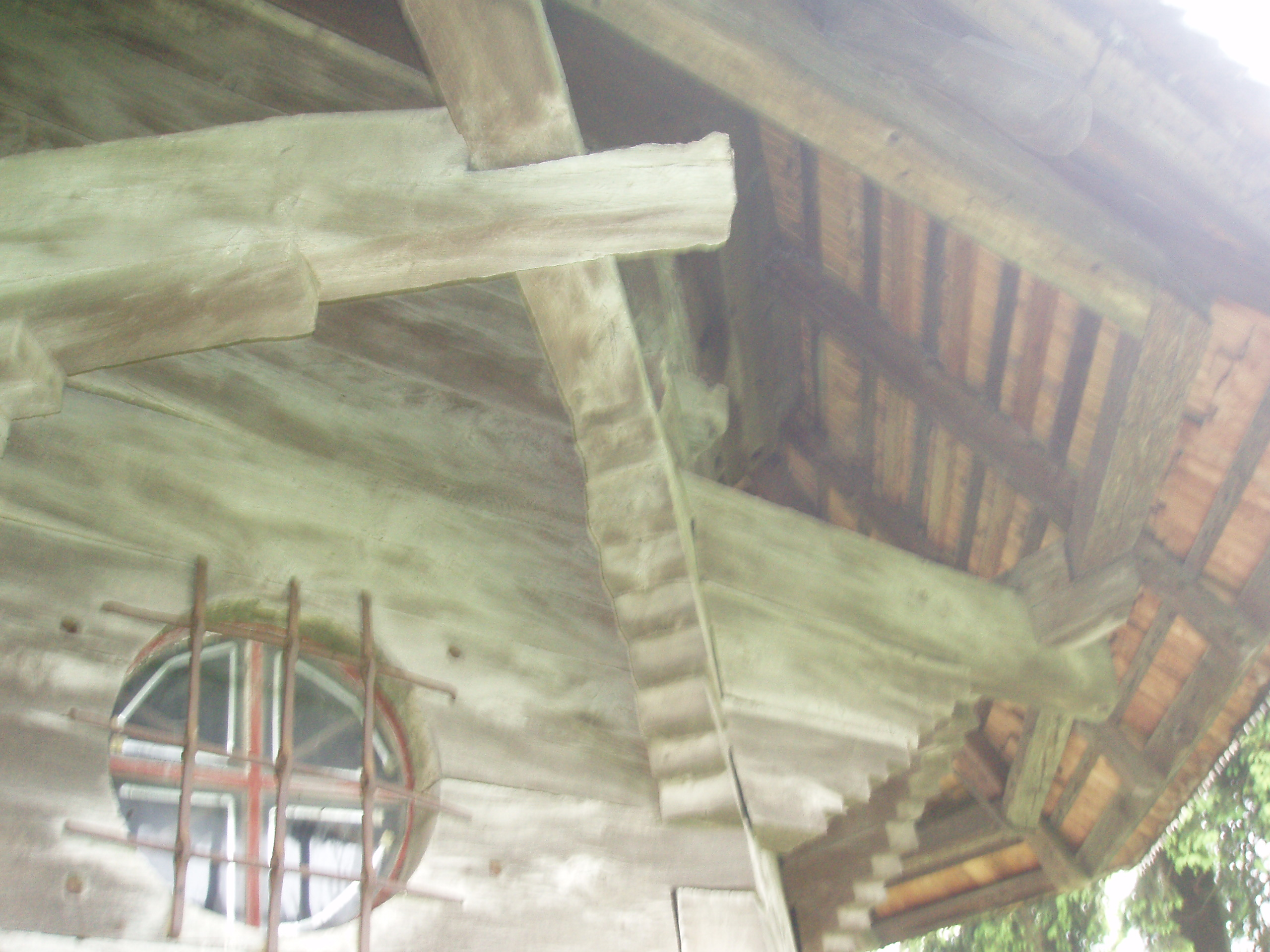
Одне з вікон і фрагмент даху
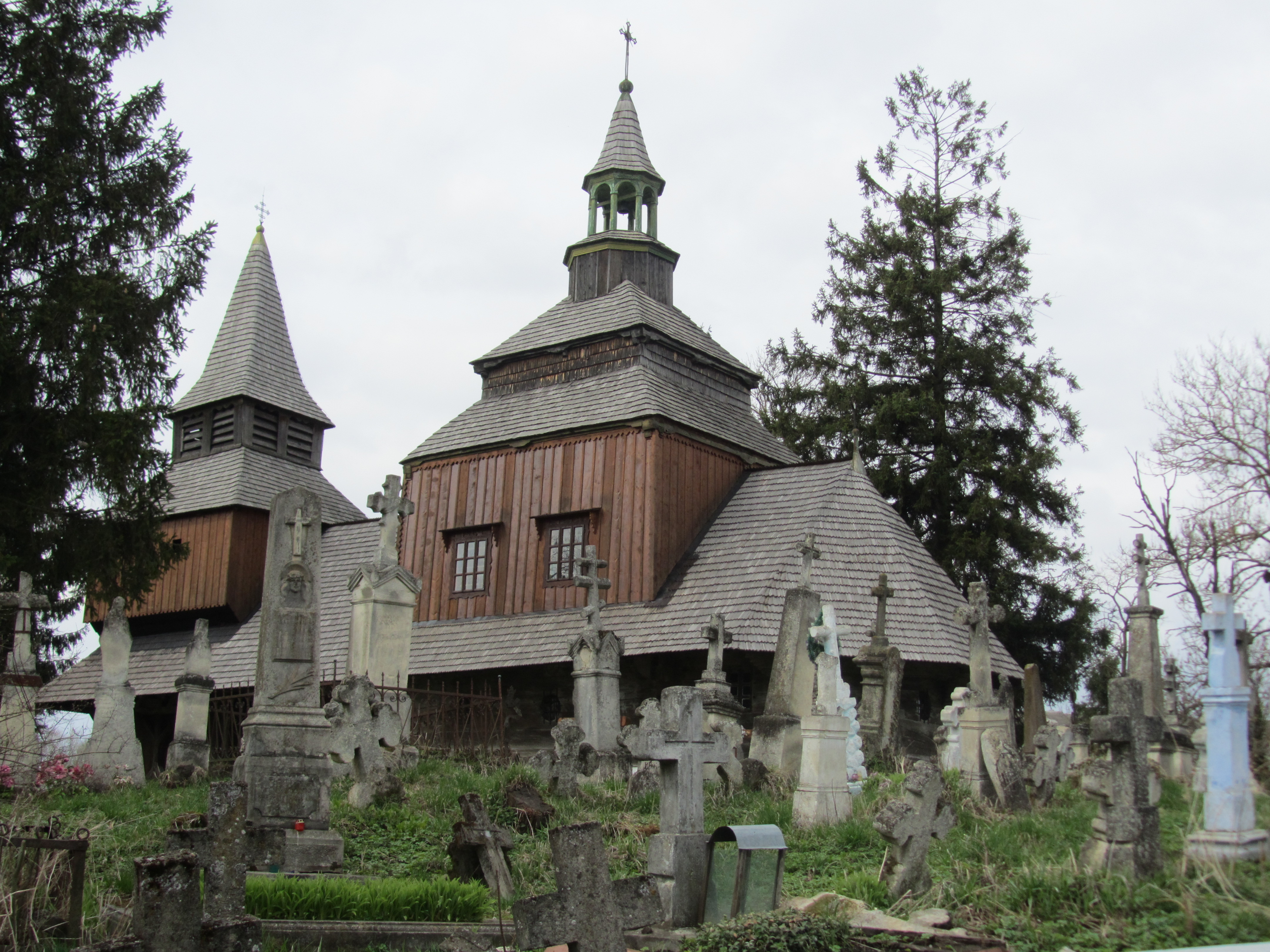
Церква Святого Духа
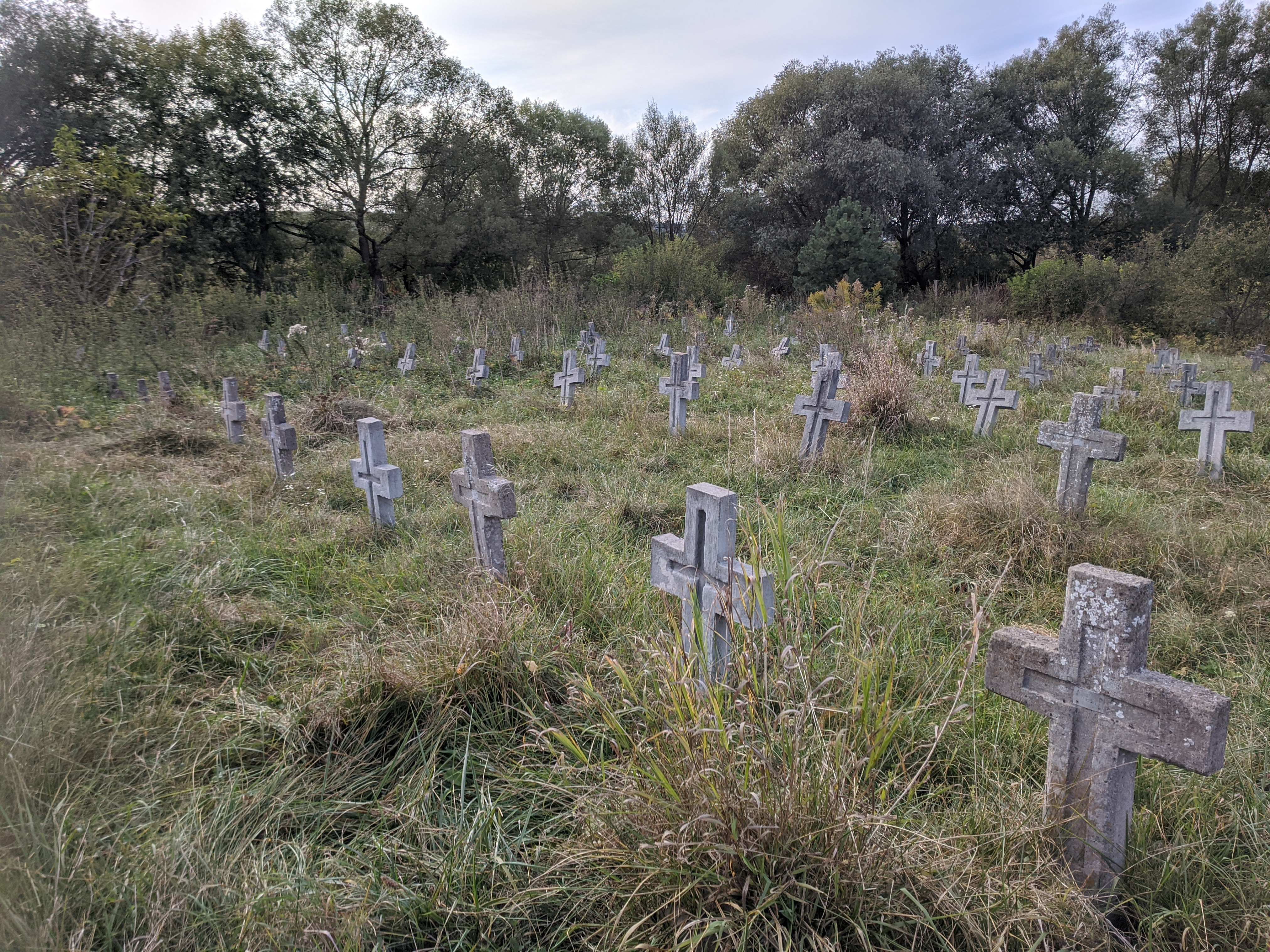
Холерний цвинтар вояків австрійської армії 1915—1916 років недалеко від церкви